# TennisCup Vlaanderen 2001
TennisCup Vlaanderen 2001 — жіночий тенісний турнір, що проходив на відкритих кортах з ґрунтовим покриттям в Антверпені (Бельгія). Належав до турнірів 5-ї категорії в рамках Туру WTA 2001. Це був восьмий за ліком Belgian Open. Тривав з 14 до 20 травня 2001 року. П'ята сіяна Барбара Ріттнер здобула титул в одиночному розряді й отримала 16 тис. доларів США.

## Фінальна частина

### Одиночний розряд
Барбара Ріттнер —  Клара Коукалова, 6–3, 6–2
- Для Ріттнер це був 1-й титул в одиночному розряді за сезон і 2-й - за кар'єру.

### Парний розряд
Елс Калленс /  Вірхінія Руано Паскуаль —  Крісті Богерт /  Міріам Ореманс, 6–3, 3–6, 6–4